# Lucas Alamán

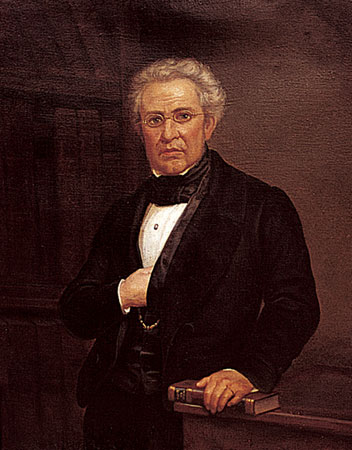
Lucas Alamán

Lucas Ignacio José Joaquín Pedro de Alcántara Juan Bautista Francisco de Paula Alamán y Escalada (Guanajuato, 18 oktober 1792 - Mexico-Stad, 2 juni 1853) was een Mexicaans politicus en historicus. Hij was een van de belangrijkste theoretici voor het 19e-eeuwse Mexicaanse conservatisme.
Hij was geboren en groeide op in Guanajuato. Op 17-jarige leeftijd maakte hij de plundering van die stad door de onafhankelijkheidsstrijders van Miguel Hidalgo mee, wat een diepe indruk op hem gemaakte. In 1812, na de terugkeer van Ferdinand VII vertrok hij naar Spanje. Hij nam deel aan de Cortes van 1820 als vertegenwoordiger van Guanajuato. Hij toonde zich voorstander van een vrije associatie tussen Spanje en de Spaanse koloniën in Amerika, en voor gelijke rechten voor Spanjaarden en Spaanse Amerikanen.
In 1821, na de onafhankelijkheid van Mexico, keerde hij terug. Hij werd minister van binnenlandse zaken onder keizer Agustín de Iturbide. Hij hield die post met onderbrekingen tot 1831; maar door de politieke chaos was hij nooit meer dan twee maanden achter elkaar minister. Als minister voerde hij pogingen de Mexicaanse onafhankelijkheid door Spanje erkend te krijgen. Hij slaagde hier niet in, maar wel wist hij in 1825 erkenning van het Verenigd Koninkrijk te krijgen. Ook probeerde hij vergeefs een confederatie met Groot-Colombia en andere Latijns-Amerikaanse staten te vormen, om zo een evenwicht tegen de steeds machtiger wordende Verenigde Staten te vormen. Hij stelde voor het noorden van Mexico meer te koloniseren om zo een Amerikaanse invasie te voorkomen.
In de laatste dagen van 1829 was hij lid van het triumviraat van 1829, dat het presidentschap op zich nam. Volgens sommigen was hij verantwoordelijk voor de moord op Vicente Guerrero in 1831. In Mexico-Stad liet hij de nationale historische archieven en het natuurhistorisch museum openen. Hij was bovendien geïnteresseerd in botanie. De Orchideeënsoort Alamania is naar hem genoemd.
Aanvankelijk hield Alamán zich in het midden van liberalisme en conservatisme. Zo hielp hij mee aan het opstellen van de conservatieve en centralistische grondwet van 1835 en was hij maar voor een zeer beperkte mate van democratie. Hij was voor het behoud van kerkelijke, adellijke en militaire privileges. Tegelijkertijd toonde hij zich echter ook verdediger van liberale vrijheden.
De voor Mexico dramatisch verlopen Amerikaans-Mexicaanse Oorlog van 1846 tot 1848 betekende een ommezwaai in zijn politieke denken. Hij werd nu meer uitgesproken conservatief. Zo stelde hij voor een monarchie in Mexico te vestigen met iemand van een Europees vorstenhuis als monarch. Liberalisme zou volgens Alamán alleen maar leiden tot anarchie en het einde van de beschaving en cultuur. En met cultuur bedoelde hij dan met name de Spaanse cultuur en het rooms-katholicisme. Hij werd sterk anti-Amerikaans, en vond dat Mexico een sterk tegenwicht moest bieden tegen de Amerikaanse cultuur. Hij ijverde voor het herstellen van de verhoudingen zoals die lagen toen Mexico nog de Spaanse kolonie Nieuw-Spanje was. Deze opvatting noemde hij historisch constitutionalisme. Alamán zette zich in om het Spaanse erfgoed te bewaren. Zo wist hij het graf van Hernán Cortés te redden, evenals het standbeeld van Karel IV van Spanje.
Op economisch gebied was hij aanvankelijk mercantilist, maar hij neigde later meer naar het kapitalisme. Als minister van economie onder Antonio López de Santa Anna bevorderde hij onder andere de mijnbouw en textielindustrie. Ook liet hij de Banco del Avío openen.
In zijn latere leven richtte hij zich meer op historisch werk. Hij beheerde de tijdschriften El Tiempo en El Universal. Hij schreef het driedelige Disertaciones sobre la historia Mejicana en het vijfdelige Historia de México. Deze werken, waarin hij voornamelijk de Mexicaanse Onafhankelijkheidsoorlog en de oorlog tegen de Verenigde Staten beschreef, waren zowel historisch als politiek.
Alamáns werken vormden de ideologische basis voor de Mexicaanse conservatieven in de 19e eeuw. Samen met de liberaal José María Luis Mora geldt hij als de belangrijkste politieke theoretici van het Mexico in de eerste helft van de 19e eeuw. Desalniettemin vonden de ideeën van Mora en Alamán pas op grote schaal navolging na hun dood. Deze twee volkomen verschillende wereldvisies botsten bij het uitbreken van de Hervormingsoorlog. De strijd tussen conservatief en liberaal zou tot 1867 duren, en worden beslecht in het nadeel van Alamáns conservatisme.
- Biblioteca Nacional de Chile: 000283476
- Biblioteca Nacional de España: XX1507990
- Bibliothèque nationale de France: cb13550031r (data)
- Author citation (botany): Alamán
- Catàleg d'autoritats de noms i títols de Catalunya: 981058525118606706
- CiNii: DA12322321
- Gemeinsame Normdatei: 116257660
- International Standard Name Identifier: 0000 0000 8142 1843
- Library of Congress Control Number: n85290892
- Nationale Bibliotheek van Israël: 987007444175005171
- Nationale Bibliotheek van Polen: a0000003017116
- Nederlandse Thesaurus van Auteursnamen: 130828505
- Réseau des bibliothèques de Suisse occidentale: 02-A002914707
- Istituto Centrale per il Catalogo Unico: TO0V089110
- SNAC: w6tr6rkv
- Système universitaire de documentation: 057678626
- Virtual International Authority File: 62295702
- WorldCat: E39PBJxcTHQhrxdmgCt6tGcdcP